# Igazságügyi szakértő
Az igazságügyi szakértő feladata, hogy a bíróság, a közjegyző, az ügyészség, a rendőrség és a jogszabályban meghatározott más hatóság kirendelése, vagy megbízás alapján, a tudomány és a műszaki fejlődés eredményeinek felhasználásával készített szakvéleménnyel segítse a tényállás megállapítását, a szakkérdés eldöntését.

## Igazságügyi szakértőkre vonatkozó fontosabb jogszabályok
- 3/1986. (II. 21.) IM rendelet az igazságügyi szakértők díjazásáról
- 1995. évi CXIV. törvény az igazságügyi szakértői kamaráról
- 2005. évi XLVII. törvény az igazságügyi szakértői tevékenységről
- 2005. évi XLVII. törvény az igazságügyi szakértői tevékenységről
- 9/2006. (II. 27.) IM r. Az igazságügyi szakértői szakterületekről, valamint az azokhoz kapcsolódó képesítési és egyéb szakmai feltételekről
- 65/2007. (XII. 23.) IRM r. Az igazságügyi szakértők díjazásáról szóló 3/1986. (II. 21.) IM rendelet módosításáról
- 45/2007. (XII. 29.) OKM r. Az oktatási és kulturális miniszter ágazati irányítása alá tartozó igazságügyi szakértői szakterületeken az igazságügyi szakértői tevékenység folytatásához szükséges szakmai gyakorlat szakirányú jellege igazolásának eljárási rendjéről
- 31/2008. (XII. 31.) IRM r. Az igazságügyi szakértői működésről
- 32/2008. (XII. 31.) IRM r. Az igazságügyi szakértői tevékenységgel kapcsolatos egyes rendeletek módosításáról

### Igazságügyi szakértők
- Igazságügyi szakértők adatbázisa
- Igazságügyi szakértők foglalkozási területei[halott link]